# Museu de Futebol do Barcelona
O Museu de Futebol do Barcelona (em espanhol: Museo del Fútbol Club Barcelona) é um museu situado nas instalações do Camp Nou, em Barcelona, e que exibe todos os troféus conseguidos por todas as seções desportivas do clube catalão ao longo da história, além de todo tipo de objetos relacionados a suas equipes, jogadores e sócios.
Com um público de 1.2 milhões de visitantes por ano, é o segundo museu mais visitado de Barcelona, perdendo apenas para o Museu Picasso, que atrai 1.3 pessoas/ano. Foi rebatizado como "Museu President Núñez" em 2000, durante a presidência de Joan Gaspart, em homenagem ao ex-presidente Josep Lluís Núñez, fundador do museu.

## Galeria de Fotos

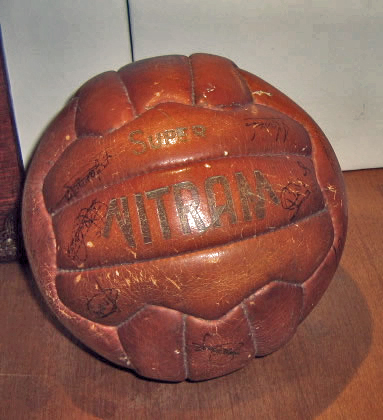
A bola usada na primeira final da Copa de Ferias, em 1958.
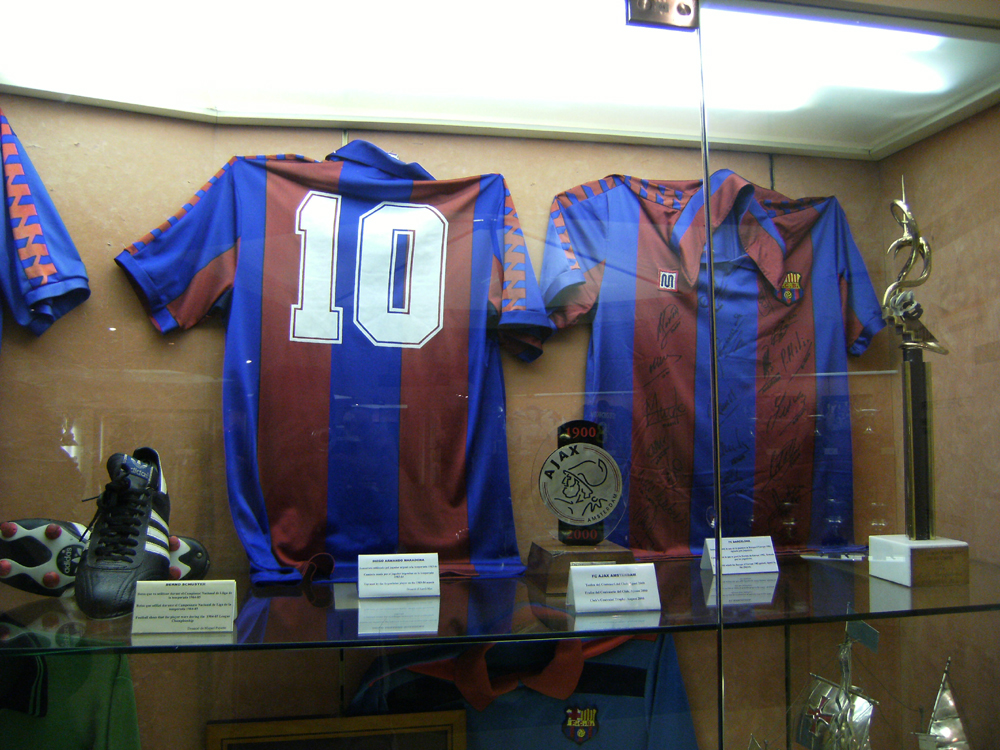
Camisa de Don Diego Armando Maradona.
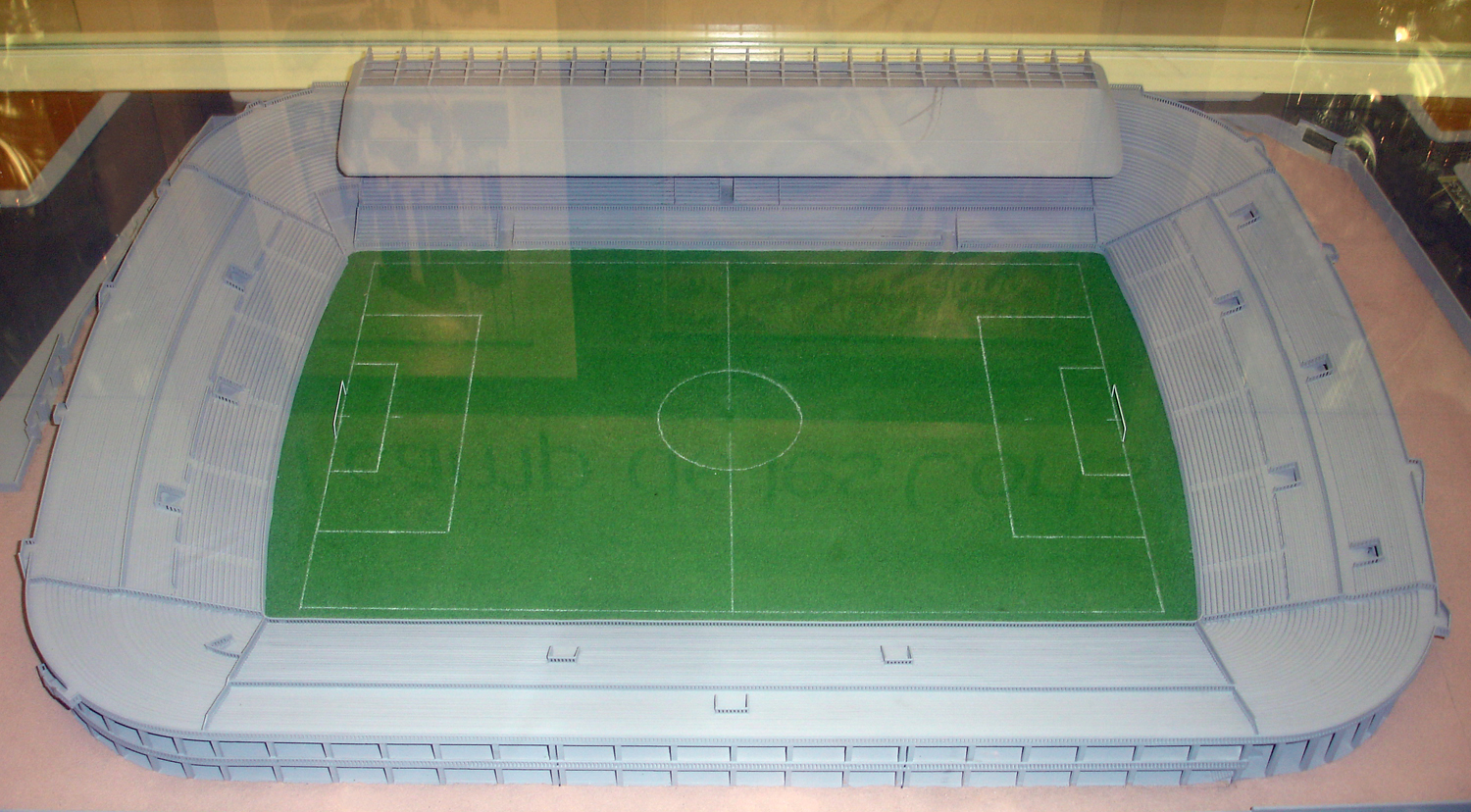
Maquete do Campo Les Corts, antigo estádio do Barcelona
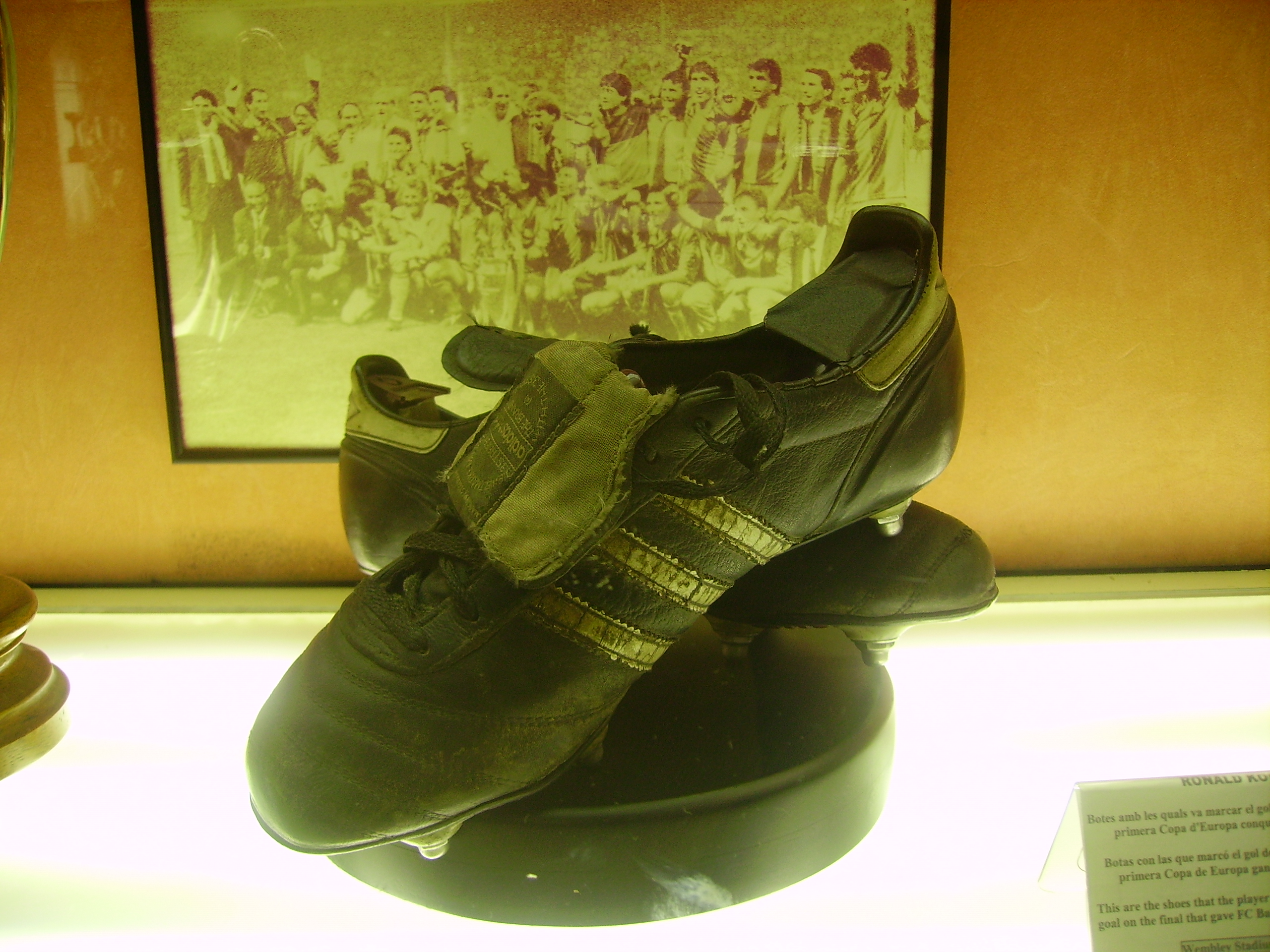
Chuteira de Ronald Koeman usada na final da champions league de 1992